# 1535 Päijänne
1535 Päijänne eller 1939 RC är en asteroid upptäckt den 9 september 1939 av den finske astronomen Yrjö Väisälä vid Storheikkilä observatorium. Asteroiden har fått sitt namn efter sjön Päijänne i Finland.